# Staffan Danielsson
Carl Henning Staffan Danielsson, född 29 juni 1947 i Linköpings församling i Östergötlands län, är en svensk politiker (kristdemokrat, tidigare centerpartist), som var ordinarie riksdagsledamot 2004–2014 samt 2015–2018, invald för Östergötlands läns valkrets. 
Danielsson har varit Centerpartiets representant i både försvarsutskottet och ersättare i miljö- och jordbruksutskottet och EU-nämnden.
Danielsson lämnade Centerpartiet i mars 2021. och gick med i Kristdemokraterna i augusti samma år.

## Familj och uppväxt
Danielsson har sina rötter i Småland på både fädernet (Vimmerby) och mödernet (Visingsö).

## Utbildning och arbetsliv
Danielsson utbildade sig till agronom. Han är lantbrukare på Erikstad gård utanför Linköping.

## LRF, Lantmännen och hushållningssällskap
Danielsson har varit aktiv i föreningsliv och i politiken sedan ungdomen. Han var under 1990-talet ordförande i LRF Östergötland under åtta år, och därefter ledamot i LRF:s riksförbundsstyrelse fram till 2004. Han lämnade styrelsen när han som valberedningens ordförandeförslag förlorade omröstningen mot sittande ordförande Caroline Trapp.
Danielsson arbetade under senare delen av 1970-talet som informationssekreterare på Kalmar lantmän.
Han har varit ordförande i Östergötlands läns hushållningssällskap.

## Politik
Danielsson valde på 1970-talet att engagera sig i Centerpartiet, mycket beroende på partiets i flera avseenden gröna profil (miljö, landsbygd, "hela Sverige ska leva", främja företag, grundtrygghet).
Han var länge fritidspolitiker i Linköpings kommun, och satt i åtta år i Centerpartiets partistyrelse fram till 2005. Under Thorbjörn Fälldins andra regering var Danielsson informationssekreterare åt jordbruksminister Anders Dahlgren och arbetade i slutet av 1980-talet på Lantbruksstyrelsen. 
Danielsson var den enda Centerpartistiska riksdagsledamot som röstade emot samkönade äktenskap, och den enda riksdagsledamot som inte företrädde Kristdemokraterna att göra så.  Han var liksom KD för samma juridiska rättigheter till giftermål för både sam- och särkönade par, men menade att begreppet äktenskap kunde få användas i sin historiska betydelse.
Danielsson lämnade riksdagen 2014 när Lena Ek återtog "sitt" riksdagsmandat. Han återkom dock i augusti 2015 när Ek blev styrelseordförande i Södra skogsägarna. Han är sedan dess Centerpartiets representant i Nordiska Rådet samt ersättare i Social- och Skatteutskotten.  
Danielsson och östgötacentern var mycket aktiva i Centerpartiets ideprogramsdebatt 2012 och bidrog starkt till att arbetsgruppens mer radikala förslag tonades ner. Lars Vikinge skrev ett alternativt programförslag för östgötadistriktets räkning vars anda genomsyrade det slutliga programmet.
Danielsson argumenterade från 2012 och framåt för att Sverige måste anpassa sin asyl- och migrationspolitik i riktning mot övriga EU-länder, till exempel vad gäller medicinsk åldersbestämning, temporära uppehållstillstånd, anhöriginvandring med mera. Han var och är kritisk till Centerpartiets partistämmobeslut att Sverige borde öppna sina ambassader världen över för flyktingar som vill söka asyl i Sverige. 
2019 utnämndes Staffan Danielsson till hedersledamot i Föreningen Heimdal.
Danielsson lämnade Centerpartiet i mars 2021 i protest mot att partiet uteslutit att sitta i en borgerlig regering om den krävde stöd av Sverigedemokraterna. Danielsson menade att partiet därigenom närmat sig Socialdemokraterna och Miljöpartiet.